# Conques-en-Rouergue
Conques-en-Rouergue es una comuna nueva francesa situada en el departamento de Aveyron, de la región de Occitania.

## Historia
Fue creada el 1 de enero de 2016, en aplicación de una resolución del prefecto de Aveyron de 19 de noviembre de 2015 con la unión de las comunas de Conques, Grand-Vabre, Noailhac y Saint-Cyprien-sur-Dourdou, pasando a estar el ayuntamiento en la antigua comuna de Conques.

## Demografía
| Gráfica de evolución demográfica de Conques-en-Rouergue entre 1800 y 2013 |
|                                                                           |

Los datos entre 1800 y 2013 son el resultado de sumar los parciales de las cuatro comunas que forman la nueva comuna de Conques-en-Rouergue, cuyos datos se han cogido de 1800 a 1999, para las comunas de Conques, Grand-Vabre, Noailhac y Saint-Cyprien-sur-Dourdou de la página francesa EHESS/Cassini. Los demás datos se han cogido de la página del INSEE.

## Composición
| Comuna delegada           | Código INSEE | Población (2013) | Superficie (km²) | Densidad (hab./km²) |
| ------------------------- | ------------ | ---------------- | ---------------- | ------------------- |
| Conques                   | 12076        | 255              | 30.51            | 8                   |
| Grand-Vabre               | 12114        | 396              | 29.53            | 13                  |
| Noailhac                  | 12173        | 167              | 15.96            | 10                  |
| Saint-Cyprien-sur-Dourdou | 12218        | 865              | 30.23            | 29                  |